# Mantidactylus enki
Mantidactylus enki é uma espécie de anfíbio da família Mantellidae.
É endémica de Madagáscar.
Os seus habitats naturais são: florestas subtropicais ou tropicais húmidas de baixa altitude, regiões subtropicais ou tropicais húmidas de alta altitude e florestas secundárias altamente degradadas.